# Jan Radomski (botanik)

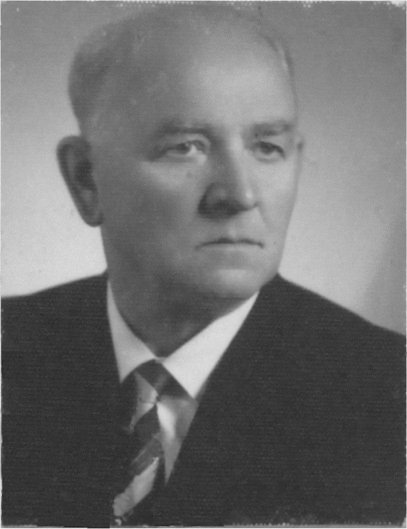
Prof. Jan Radomski

Jan Radomski (ur. 18 czerwca 1898 w Kamieniu, zm. 27 września 1977 w Szczecinie) – polski botanik, pedagog, autor podręczników szkolnych i akademickich, nauczyciel akademicki. Ojciec Janiny Jasnowskiej i Marii Radomskiej

## Życiorys
Wykształcenie przyrodnicze zdobył na Uniwersytecie Jana Kazimierza we Lwowie i od 1923 rozpoczął pracę w szkolnictwie średnim jako nauczyciel biologii w Państwowym Gimnazjum im. Stefana Czarnieckiego w Nisku. Pracował następnie w Gimnazjum w Brześciu n. Bugiem, gdzie jednocześnie zorganizował i prowadził Ośrodek Metodyczny Biologii Kuratorium Okręgu Szkolnego. Należał do grupy inicjatorów i pionierów nowoczesnych metod nauczania przyrody. W latach 1935–1939 był dyrektorem Gimnazjum i Liceum w Ostrołęce. W okresie okupacji niemieckiej – wysiedlony już w 1939 z Ostrołęki – zorganizował tajną szkołę średnią GOLESIN w Jarnutach, pow. Ostrów Mazowiecka w Generalnym Gubernatorstwie. W latach 1945–1949 był organizatorem i dyrektorem Gimnazjum i Liceum w Kamiennej Górze. 
Od 1949 rozpoczął pracę w szkolnictwie wyższym, najpierw na Uniwersytecie we Wrocławiu w Katedrze Systematyki Roślin, a następnie w Wyższej Szkole Rolniczej w Szczecinie, gdzie prowadził zorganizowane przez siebie Studium Zaoczne (1955–1968). W latach 1958–1968 był prodziekanem Wydziału Rolniczego.
Od 1929 był współpracownikiem Komisji Fizjograficznej Polskiej Akademii Umiejętności. 
Jako botanik-florysta badał roślinność Puszczy Sandomierskiej, torfowisk Białostocczyzny i Pomorza Zachodniego, zbiorowiska Doliny Odry na Ziemi Szczecińskiej i inne ciekawe obiekty przyrodnicze. Przeprowadził inwentaryzację i waloryzację morwy na obszarze całej Polski na potrzeby hodowli jedwabników i produkcji jedwabiu w Milanówku.
Na emeryturę przeszedł w 1968.
W 2007 w Ostrołęce został odsłonięty obelisk prof. Jana Radomskiego ufundowany przez Światowy Związek Żołnierzy Armii Krajowej, znajdujący się na rondzie jego imienia. Dwie szkoły w Polsce otrzymały imię Profesora Jana Radomskiego – Zespół Szkół w Tychowie (1992) oraz Szkoła Podstawowa w Jarnutach (1997). 

## Ważniejsze prace
- Botanika dla kl. II gimnazjum. Ossolineum Lwów 1934 (3 wyd. do 1939). Także: Wyd. 4 Jerozolima 1942; wyd. 5 Bari we Włoszech 1945 (wsp. T. Mul)
- Nauka o człowieku i higiena dla kl. VII. Ossolineum Lwów 1935 (7 wyd.) (wsp. T. Mul, S. Tołpa)
- Nauka o człowieku dla gimnazjum. Ossolineum Lwów 1936 (2 wyd.) (wsp. S. Tołpa)
- Botanika dla liceów przyrodniczych. Ossolineum Lwów 1939 (wsp. S. Tołpa)
- Botanika i życie organizmów w zespołach – dla szkół średnich. PZWS Warszawa 1947 (wsp. S. Tołpa)
- Botanika dla kl. IX. PZWS Warszawa 1950 (17 wyd.) (wsp. S. Tołpa)
- Botanika dla wydziału rolniczego WSR. PWN Warszawa 1953, 3 t. (3 wyd.) (wsp. S. Tołpa)
- Botanika dla wydziału zootechnicznego – studium zaocznego. PWN Warszawa 1955, 2 t. (wsp. S. Tołpa)
- Botanika dla technikum rolniczego. PWRiL Warszawa1956 (16 wyd.) (wsp. S. Tołpa)
- Botanika dla studentów WSR. PWN Warszawa 1957, 2 t. (5 wyd.) (wsp. S. Tołpa)
- Botaniczna charakterystyka morwy rosnącej w Polsce pod względem morfologicznym i nasiennym. PWN Szczecińskie Towarzystwo Naukowe Szczecin 1960
- Botanika dla zootechników. PWN Warszawa 1968 (2 wyd.) (wsp. W. Czerwiński, S. Tołpa)
- Botanika dla studiów zaocznych WSR. PWN Warszawa 1969 (4 wyd.) (wsp. S. Tołpa)
- Botanika – podręcznik do samokształcenia dla studiów zaocznych AR. PWN Warszawa 1976 (4 wyd.) (wsp. J. Jasnowska)